# Ōmihachiman
Ōmihachiman (近江八幡市, Ōmihachiman-shi) est une ville située dans la préfecture de Shiga, au Japon.

## Géographie

### Situation
La ville d'Ōmihachiman est située dans le centre de la préfecture de Shiga.

### Démographie
En octobre 2022, la population d'Ōmihachiman s'élevait à 82 005 habitants, répartis sur une superficie de 177,45 km2.

### Hydrographie
Ōmihachiman est bordée par le lac Biwa au nord-ouest et la rivière Hino au sud-ouest.

## Histoire
La ville moderne d'Ōmihachiman est fondée le 31 mars 1954.

## Culture locale et patrimoine
- Sōken-ji
- Musa-juku

## Transports
Ōmihachiman est desservie par la ligne Biwako de la JR West, ainsi que la ligne Yōkaichi de la compagnie Ohmi Railway. La gare d'Ōmihachiman est la principale gare de la ville.

## Jumelages
Ōmihachiman est jumelée avec :
- Grand Rapids (États-Unis)
- Leavenworth (États-Unis)
- Miryang (Corée du Sud)
- Mantoue (Italie)
- Fujinomiya (Japon)
- Matsumae (Japon)

## Personnalité liée à la municipalité
Fukumi Shimura, teinturière et tisseuse de soie du Japon, désignée Trésor national vivant du Japon en 1990, est native de la ville.